# 扇青藓属
有棘扇青藓（学名：Flabellidium spinosum），是玻利维亚特有及灭绝的一种青藓科物种，它们是扇青藓属（学名：Flabellidium）的单型种。它们是一种附生植物，栖息地位于山地森林。现时有棘扇青藓仅有一个于1911年在圣克鲁斯山脉海拔1400米地区采集的模式标本，直至1916年它们才被正式描述。由于目前位于模式产地附近的森林已很大程度的被砍伐破坏和改造用于耕种，相信该物种已因失去栖息地而灭绝。